# Carroll Baker
Pour les articles homonymes, voir Baker.
Carroll Baker est une actrice et écrivaine américaine née le 28 mai 1931 à Johnstown en Pennsylvanie (États-Unis).
Après avoir suivi les cours de Lee Strasberg à l'Actors Studio, Baker commence à se produire aux théâtres de Broadway en 1954. De là, elle est recrutée par le réalisateur Elia Kazan pour jouer le rôle principal dans l'adaptation de deux pièces de Tennessee Williams dans le film La Poupée de chair en 1956. Son rôle dans le film en tant que jeune mariée sudiste coquette mais sexuellement naïve lui vaut une nomination pour l'Oscar de la meilleure actrice.
Baker figure également au générique de Géant (1956) et dans la comédie romantique La Vie à belles dents (1959). En 1961, elle apparaît dans le film indépendant controversé Au bout de la nuit, réalisé par son mari de l'époque, Jack Garfein, dans le rôle d'une victime de viol traumatisée. Elle a ensuite joué dans plusieurs westerns plébiscités par la critique dans les années 1950 et 1960, tels que Les Grands Espaces (1958), La Conquête de l'Ouest (1962) et Les Cheyennes (1964), l'un des derniers films de John Ford.
Au milieu des années 1960, alors qu'elle est sous contrat avec Paramount, Baker devient un sex-symbol après avoir incarné une veuve hédoniste dans Les Ambitieux (1964). Le producteur du film, Joseph E. Levine, la fait jouer dans L'Enquête avant de lui confier le rôle-titre dans le film biographique Harlow, la blonde platine (1965). Malgré une importante promotion, Harlow est un échec critique et Baker s'installe en Italie en 1966 au milieu d'un conflit juridique concernant son contrat avec la Paramount et la supervision de sa carrière par Levine. En plus de l'anglais, Baker parle couramment l'italien. Son premier film italien est Le Harem de l'iconoclaste Marco Ferreri, dans le rôle d'une femme formant une sorte de harem avec ses trois amants dans son lieu de villégiature à Dubrovnik.
Pendant les dix années suivantes, Baker deviendra l'unes des actrices américaines ayant le plus contribué à la légende du giallo italien, en figurant dans de nombreux succès du genre. Contrairement à d'autres actrices venues d'outre-Atlantique, Baker acceptera d'apparaître dévêtue, une pratique fréquente dans le cinéma de genre italien de ces années-là. Elle commence par L'Adorable Corps de Deborah (1968) de Romolo Guerrieri qui enregistre 1,8 million d'entrées en Italie. Baker enchaîne avec une série de quatre gialli réalisés par Umberto Lenzi : Une folle envie d'aimer (1969), Si douces, si perverses (1969), Formule 1 (1970) et Le Couteau de glace (1972). Elle est également remarquée dans le thriller hispano-italien Au fond de la piscine d'Eugenio Martín et dans le giallo érotique Baba Yaga (1973) inspiré par la bande dessinée italienne Valentina ainsi que par la figure mythologique slave Baba Yaga. Outre les gialli, elle figure également dans des comédies érotiques à l'italienne telles que Marche pas sur ma virginité de Marino Girolami ou des mélodrames tels que La moglie di mio padre avec Adolfo Celi. En 1976, elle joue aux côtés de Raymond Pellegrin et Yves Beneyton dans le polar viennois L'Appât et en 1979, elle figure aux côtés de Dennis Hopper dans le film d'épouvante psychédélique Las flores del vicio de Silvio Narizzano tourné en Espagne.
Elle réapparaît pour le public américain en tant qu'actrice dans la comédie noire Bad (1977), produite par Andy Warhol. Dans les années 1980, Baker apparaît dans des seconds rôles dans plusieurs drames remarqués, tels que Star 80 (1983), où elle incarne la mère de Dorothy Stratten, victime d'un meurtre. Elle a également tenu des rôles secondaires dans plusieurs films à gros budget, tels que la comédie d'action Un flic à la maternelle (1990) avec Arnold Schwarzenegger et le thriller The Game (1997), réalisé par David Fincher. Elle s'est officiellement retirée de la vie publique en 2003. Outre son activité d'actrice, Mme Baker est également l'autrice de deux autobiographies et de deux romans.En1987 elle est l’épouse délaissée de Jack Nicholson dans Ironwweed avec Meryl Streep . 

## Biographie

### Jeunesse (1931-1956)

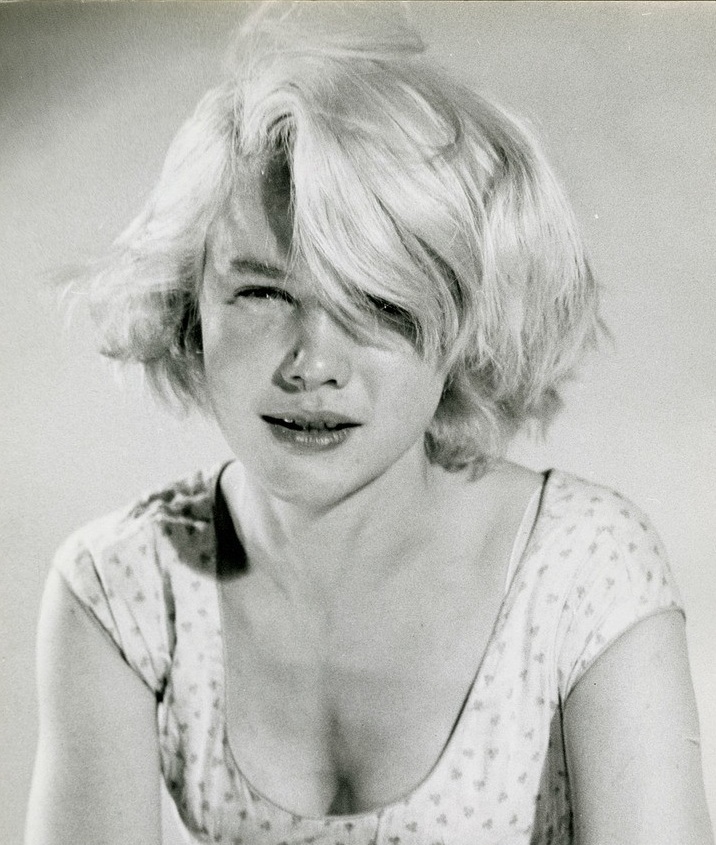
Baker sur une photo promotionnelle pour La Poupée de chair de Peter Basch en 1956.

Baker naît et grandit à Johnstown, en Pennsylvanie, dans une famille catholique. Elle est la fille d'Edith Gertrude (née Duffy) et de William Watson Baker, un vendeur itinérant. Baker est d'origine irlandaise et polonaise, ce qui a donné lieu à une rumeur selon laquelle son nom de naissance était Karolina Piekarski, bien que cette rumeur ne puisse être étayée par des documents connus. Ses parents se séparent lorsqu'elle a huit ans et elle déménage avec sa mère et sa jeune sœur, Virginia, à Turtle Creek, en Pennsylvanie.
Selon Baker, sa mère vivait mal son statut de mère célibataire, et la famille était pauvre pendant une grande partie de son enfance.
Baker fréquente le lycée Greensburg Salem à Greensburg, en Pennsylvanie, où elle a été membre du groupe de discussion du lycée et était partie prenante de la fanfare et des comédies musicales de l'établissement. À 18 ans, elle déménage avec sa famille à St. Petersburg, où elle fréquente le St. Petersburg Junior College. Après sa première année à l'université, elle commence à travailler comme assistante d'un illusioniste dans le milieu du music-hall et rejoint une troupe de danse, dans laquelle elle se perfectionne et devient danseuse professionnelle. En 1949, Baker remporte le titre de Miss Fruits et légumes de Floride,. En 1951, Baker déménage à New York, où elle loue un appartement au sous-sol dans le Queens. Elle travaille comme danseuse dans une discothèque et fait également des tournées en tant que choriste dans des spectacles de music-hall itinérants, qui l'emmènent à Windsor, à Détroit et dans le New Jersey.
Baker étudie l'art dramatique au HB Studio. En 1952, elle s'inscrit à l'Actors Studio et suit les cours de Lee Strasberg. Elle y est la camarade de classe de Mike Nichols, Rod Steiger, Shelley Winters et Marilyn Monroe ; elle devient également une amie proche de James Dean jusqu'à la fin de sa vie,.

### Premier grand succès avecLa Poupée de chair(1957)

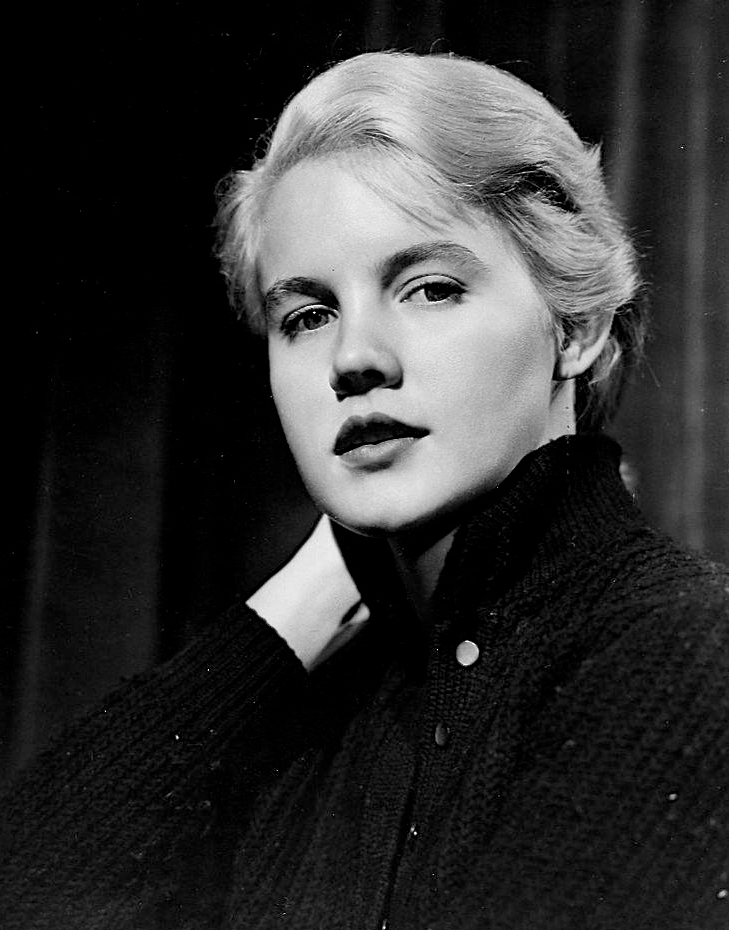
Carrol Baker en 1957.

Après être apparue dans des publicités télévisées pour les cigarettes Winston et Coca-Cola, Baker figure dans un épisode de l'émission télévisée Monodrama Theater interprétant une pièce monodramatique, diffusé en 1952 sur la chaîne DuMont. L'année suivante, elle a fait ses débuts au cinéma avec un petit rôle de figurante dans le film musical Désir d'amour (1953). Elle obtient ensuite des rôles dans deux pièces de Broadway : Escapade de Roger MacDougall à l'automne 1953, et All Summer Long de Robert Anderson, face à Ed Begley, qui se déroule de septembre à la mi-novembre 1954. En 1955, elle fait des essais et auditionne pour le rôle principal de Picnic, mais perd le rôle au profit de Kim Novak. Elle est également pressentie pour le rôle principal de La Fureur de vivre (1955) après que James Dean l'a recommandée au réalisateur Nicholas Ray, mais elle refuse le rôle.
Son premier grand rôle à l'écran est celui de Luz Benedict II dans Géant (1956), face à Elizabeth Taylor, Rock Hudson et James Dean dans son dernier rôle. Selon Baker, on lui avait proposé de nombreux premiers rôles dans des longs métrages avant cela, mais elle a choisi de débuter dans un rôle secondaire dans Géant car elle n'était pas sûre d'elle et qu'elle voulait commencer discrètement. Géant est tourné en grande partie dans la petite ville de Marfa, au Texas, en 1955 ; Baker s'est souvenue de son expérience sur le plateau, disant que James Dean et elle-même étaient tous deux épris de Rock Hudson et d'Elizabeth Taylor pendant le tournage.

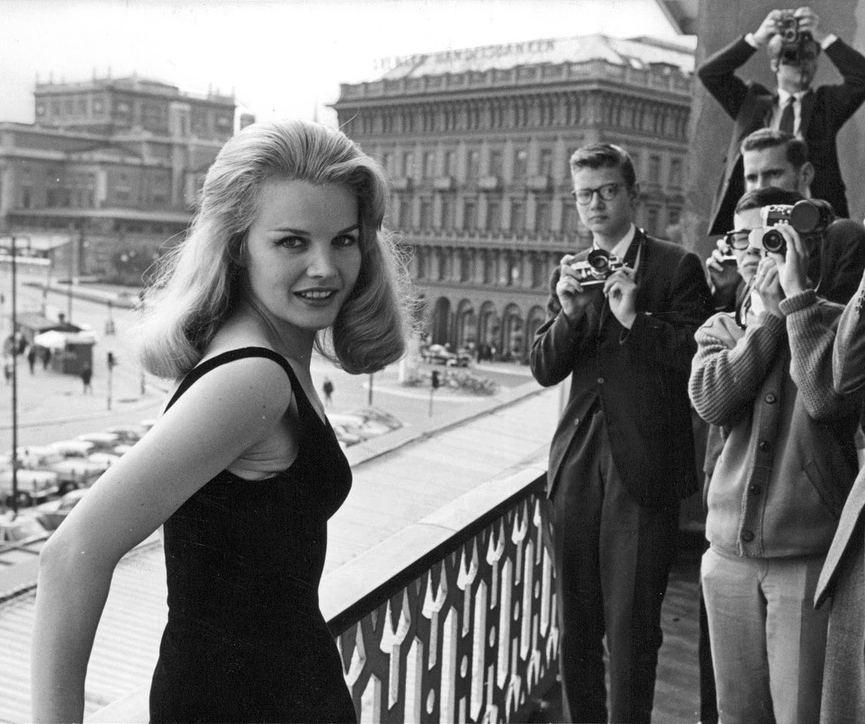
Carroll Baker en 1962 à Stockholm pour la première de La Poupée de chair.

Simultanément, Baker est choisie pour interpréter le personnage principal de La Poupée de chair (1956) d'Elia Kazan, un rôle initialement prévu pour Marilyn Monroe. Tennessee Williams, qui a écrit et développé le scénario à partir de deux de ses pièces en un acte, désire que Baker joue le rôle après l'avoir vue interpréter une scène de son script à l'Actors Studio ; de même, Kazan avait été impressionné par sa prestation dans All Summer Long à Broadway, l'année précédente. Tourné à Benoit, dans le Mississippi, juste après que Baker eut terminé Géant, son rôle dans le film, celui d'une adolescente sexuellement refoulée mariée à un cultivateur de coton frustré, apporte à Baker une notoriété soudaine avant même la sortie du film. À l'automne 1956, l'artiste Robert Everheart, sous contrat avec Warner Bros, construit un panneau d'affichage de 40 m. de haut à Times Square pour promouvoir le film, représentant l'image désormais iconique d'une Baker légèrement vêtue, couchée dans un berceau et suçant son pouce. La campagne publicitaire polémique du film provoque une réaction préventive de la part des groupes religieux et, le 16 décembre 1956, le cardinal Francis Spellman de la cathédrale Saint-Patrick dénonce le film et déconseille à ses paroissiens de le visionner. Une condamnation officielle par la Ligue de vertu nationale s'ensuivit, qui considérait le film comme « gravement offensant pour les normes chrétiennes et traditionnelles de la moralité et de la décence »,,.
Malgré cela, La Poupée de chair a fait de bonnes recettes en salles, rapportant 51 232 dollars lors de sa première semaine au Victoria Theatre. Pour soutenir Baker, Marilyn Monroe est apparue à la première du film, travaillant comme ouvreuse pour aider à stimuler les ventes de billets, dont les recettes sont versées à l'Actors Studio,. L'interprétation de Baker dans le film fait l'objet de critiques dithyrambiques dans la presse. Variety écrit que son interprétation « capture tout le charme animal, la naïveté, la vanité, le mépris et la passion montante de la poupée de chair », tandis que Bosley Crowther du New York Times fait l'éloge de la capacité de Baker de faire montre d'une « petite touche pitoyablement fragile d'avidité juvénile, d'inhibitions, de désirs physiques, de grossièretés et de vanités universelles ». La Poupée de chair a fait de Baker une actrice de premier plan et reste le film pour lequel on se souvient le mieux d'elle. Elle est nommée pour l'Oscar de la meilleure actrice, le Golden Globe de la meilleure actrice et elle remporte le Golden Globe de la révélation féminine de l'année, qu'elle partage avec Jayne Mansfield et Natalie Wood. Sa prestation lui vaut également un prix d'excellence cinématographique du magazine Look, ainsi que le titre de « Femme de l'année » en 1957, décerné par le Hasty Pudding Club de l'université Harvard. Elle figure sur la une du magazine Life en juin 1956.

### Conflits contractuels et films indépendants (1958-1963)

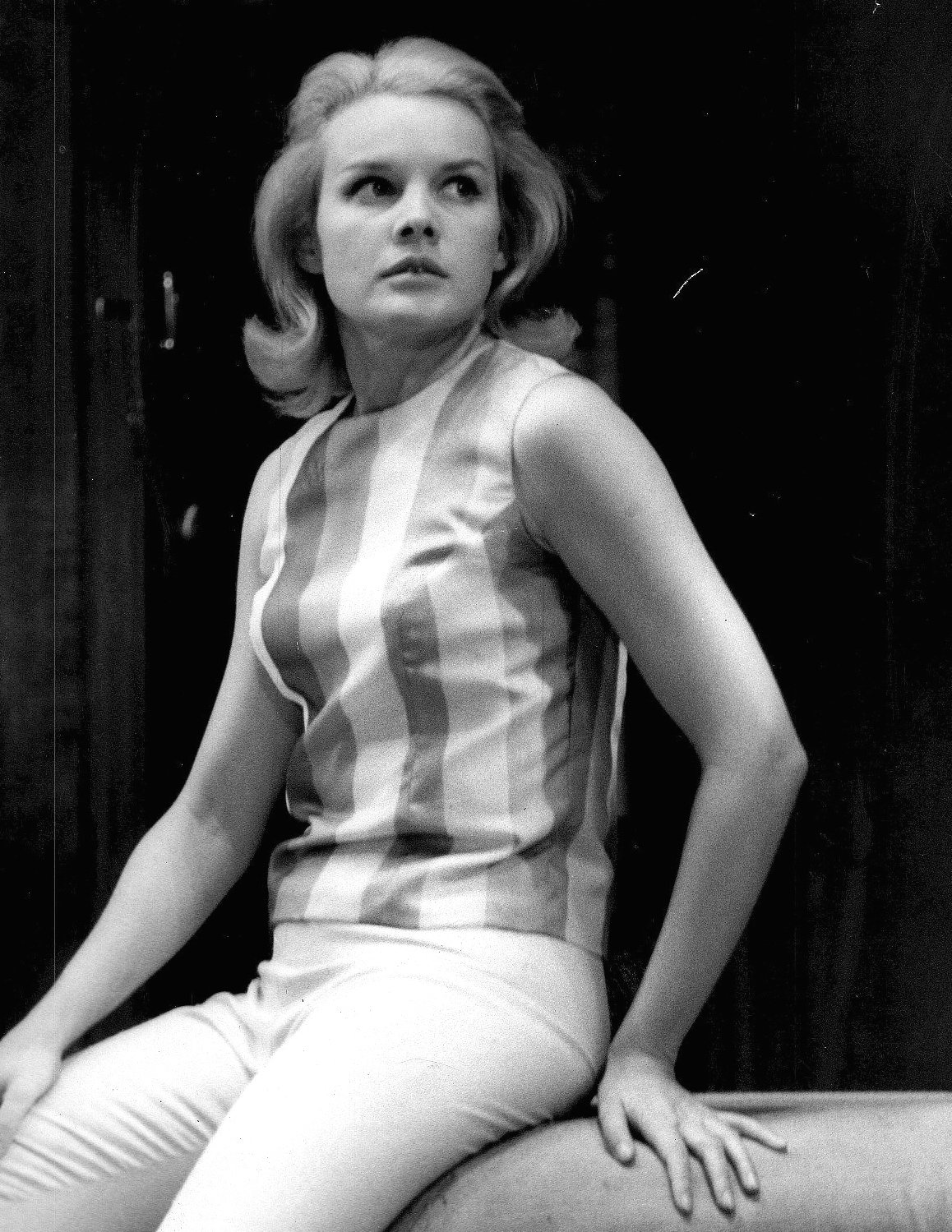
Carroll Baker à Broadway en septembre 1962.

Après le succès de La Poupée de chair, Baker se voit offrir des rôles dans Les Frères Karamazov (1958), Une femme marquée (1958) et Au fil de l'épée (1959). Elle refuse de tourner Une femme marquée, de sorte que Warner Bros. suspend son contrat, ce qui l'empêche de jouer dans Les Frères Karamazov (1958) à la Metro-Goldwyn-Mayer (MGM). Baker est également choisie par la MGM pour être tête d'affiche de La Chatte sur un toit brûlant (1958) et par la Twentieth Century Fox pour Les Trois Visages d'Ève (1957), mais son contrat avec Warner Bros. l'empêche à nouveau d'accepter ces rôles,. Les tensions entre Baker et le studio s'aggravent encore lorsqu'elle va à l'encontre de leurs souhaits en prenant l'initiative de jouer dans la pièce Arms and the Man de George Bernard Shaw. Baker a commentés ses démêlés avec les grands majors d'Hollywood en ces termes : « Je suis arrivée à la fin du système des grands studios. J'étais esclavagisée par mon contrat et ils étaient prêts à me faire jouer dans presque tout ce qu'ils avaient en stock ».
Après la levée de sa suspension avec Warner Bros, Baker apparaît dans le western épique Les Grands Espaces (1958) de William Wyler. Le film est bien accueilli par la critique, bien que le tournage soit qualifié de « problématique » : Enceinte de quatre mois à l'époque, Baker a dû porter des vêtements de contention, et le réalisateur Wyler l'aurait mise au bord des larmes après l'avoir forcée à répéter la même prise plus de 60 fois, pour finalement n'utiliser que la première. Après Les Grands Espaces, Baker va jouer dans deux films romantiques, incarnant une religieuse dans Quand la terre brûle (1959), aux côtés de Roger Moore, et dans La Vie à belles dents (1959), une comédie avec Clark Gable. Le New York Times salue son interprétation dans La Vie à belles dents : « Miss Baker, une jeune femme qui non seulement a de l'allure, mais qui sait aussi jouer la comédie, vous fait comprendre pourquoi M. Gable aimerait tromper un peu le temps ». Elle a tellement détesté Quand la terre brûle qu'elle a remboursé son contrat avec Warner Bros, ce qui l'a considérablement endettée. La Vie à belles dents est produit par la Paramount.
Baker participe ensuite au film expérimental Au bout de la nuit (1961), réalisé par son mari de l'époque, Jack Garfein. Dans cette production indépendante, elle joue le rôle d'une jeune étudiante du Bronx qui est violée une nuit dans le parc St. James, puis retenue prisonnière par un mécanicien de Manhattan (Ralph Meeker), qui avait été témoin de sa tentative de suicide ultérieure. Pour se préparer à son rôle, Baker a vécu seule dans une pension du Lower East Side de New York et a trouvé un emploi de vendeuse dans un grand magasin ; sa façon de travailler le rôle inspirée par la méthode Stanislavski a été décrite en détail dans le magazine Life en 1960. L'accueil critique au film a été largement négative, bien que Film Quarterly l'ait cité comme « le film américain le plus intéressant dans son genre » et le film le plus sous-estimé de 1961. La même année, elle incarne Gwen Harold dans Le Pont vers le soleil (1961), une production de la MGM inspirée de l'autobiographie à succès de 1957 d'une femme originaire du Tennessee qui épouse un diplomate japonais (interprété par James Shigeta) et devient l'une des rares Américaines à vivre au Japon pendant la Seconde Guerre mondiale. Bien qu'il n'ait connu qu'un succès modeste en salles, le film a été bien accueilli par la critique et a été le film présenté par les États-Unis en compétition à la Mostra de Venise.

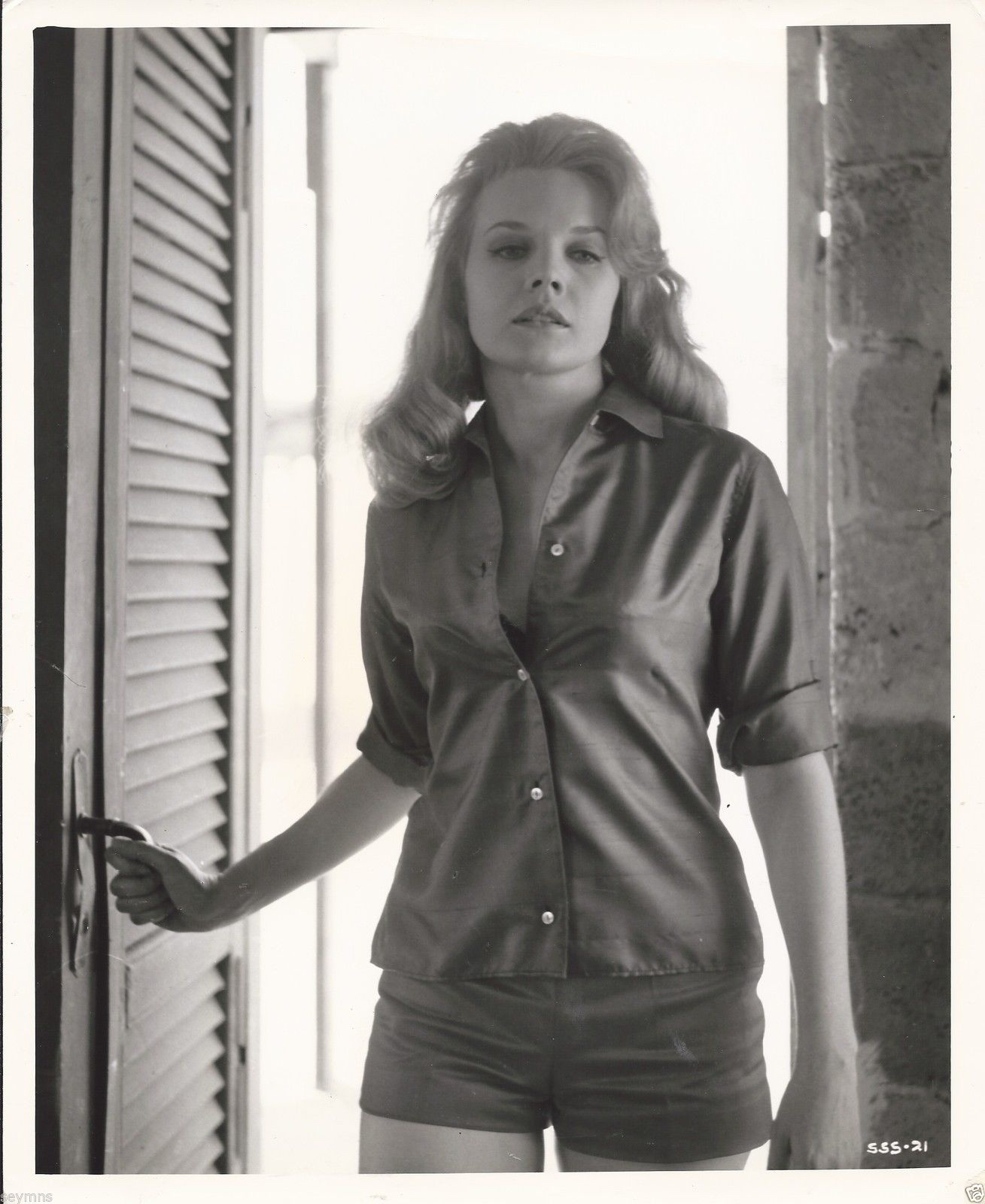
Carroll Baker dans La Blonde de la station 6.

Après cela, Baker apparaît pour la première fois dans un film européen avec La Blonde de la station 6, un film indépendant germano-britannique où elle interprète une femme qui provoque des tensions dans une station-service du Sahara. Elle revient aux États-Unis avec le western à gros budget La Conquête de l'Ouest (1962), aux côtés de James Stewart et Debbie Reynolds, ainsi que ses anciens collègues Gregory Peck et Karl Malden. En plus de jouer au cinéma, Baker trouve le temps de se produire à nouveau à Broadway, dans la pièce de 1962 de Come on Strong de Garson Kanin, à l'automne de la même année. En 1963, Baker élit domicile à Los Angeles avec son mari Jack Garfein et leurs deux enfants, où elle restera plusieurs années. Elle se rend au Kenya pour tourner L'Aventurier du Kenya (1965), où des rumeurs courent selon lesquelles elle et son partenaire Robert Mitchum auraient une liaison, ce qu'ils nient tous deux avec véhémence. Une autre histoire, aujourd'hui considérée comme apocryphe, raconte qu'un chef Massaï au Kenya lui aurait offert 150 vaches, 200 chèvres, des moutons et 750 dollars pour sa main. Elle apparaît ensuite avec des guerriers Massaï sur la couverture du numéro de juillet 1964 de Life.

### Les Cheyennes(1964) puis les rôles de blonde platine

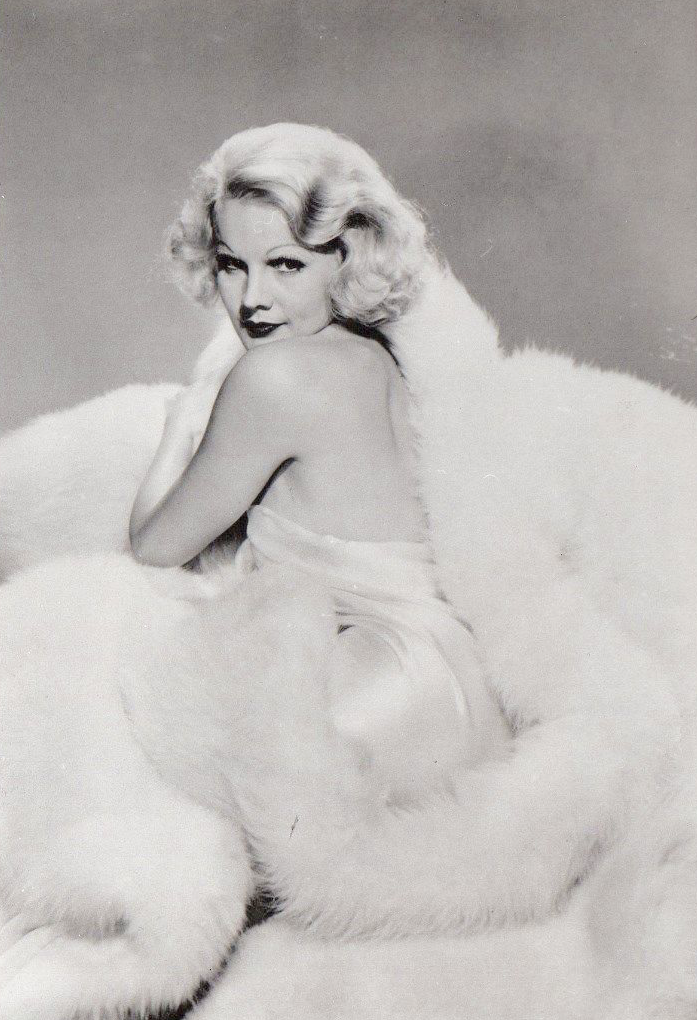
Baker dans son rôle de Harlow, la blonde platine sur la couverture de l'édition du 2 novembre 1963 du Saturday Evening Post.

Baker incarne une institutrice quaker et pacifiste qui accompagne un détachement de l'armée chargé de pourchasser les Amérindiens dans Les Cheyennes (1964) de John Ford. Il s'agit du dernier western du cinéaste. Baker reçoit les éloges de la critique pour son interprétation. Elle tient ensuite le second rôle de Véronique dans La Plus Grande Histoire jamais contée (1965) de George Stevens, et incarne une vedette de cinéma cynique et alcoolique dans Les Ambitieux (1964), qui lui apporte une seconde vague de notoriété malgré les critiques peu élogieuses du film. Le New York Times qualifie le film de « distillation maladivement aigre » du roman source, mais estime que l'interprétation de Baker « apporte un peu de couleur et d'épaisseur dans le rôle de la veuve tentatrice ». Le film est le plus rentable de l'année, avec des recettes nationales de 13 millions de dollars, et marque le début de sa relation tumultueuse avec le producteur du film, Joseph E. Levine.
Prenant son personnage dans Les Ambitieux en exemple, Levine commence à faire de Baker un sex-symbol, et elle pose en une du numéro de décembre 1964 de Playboy. Levine lui confie par la suite la tête d'affiche de deux films de série b en 1965 : elle interprète une ancienne prostituée et escroc dans L'Enquête, et incarne le rôle-titre dans Harlow, la blonde platine. Baker apparaît en couverture du numéro du 2 novembre 1963 du Saturday Evening Post, habillée en Harlow, pour promouvoir la sortie prochaine du film. En 1965, elle devient l'égérie officielle de la marque de lunettes de soleil Foster Grant et apparaît dans leurs publicités,. Baker déclare que pendant cette période, on la traitait plus comme « une gagnante de concours de beauté qu'une actrice ».

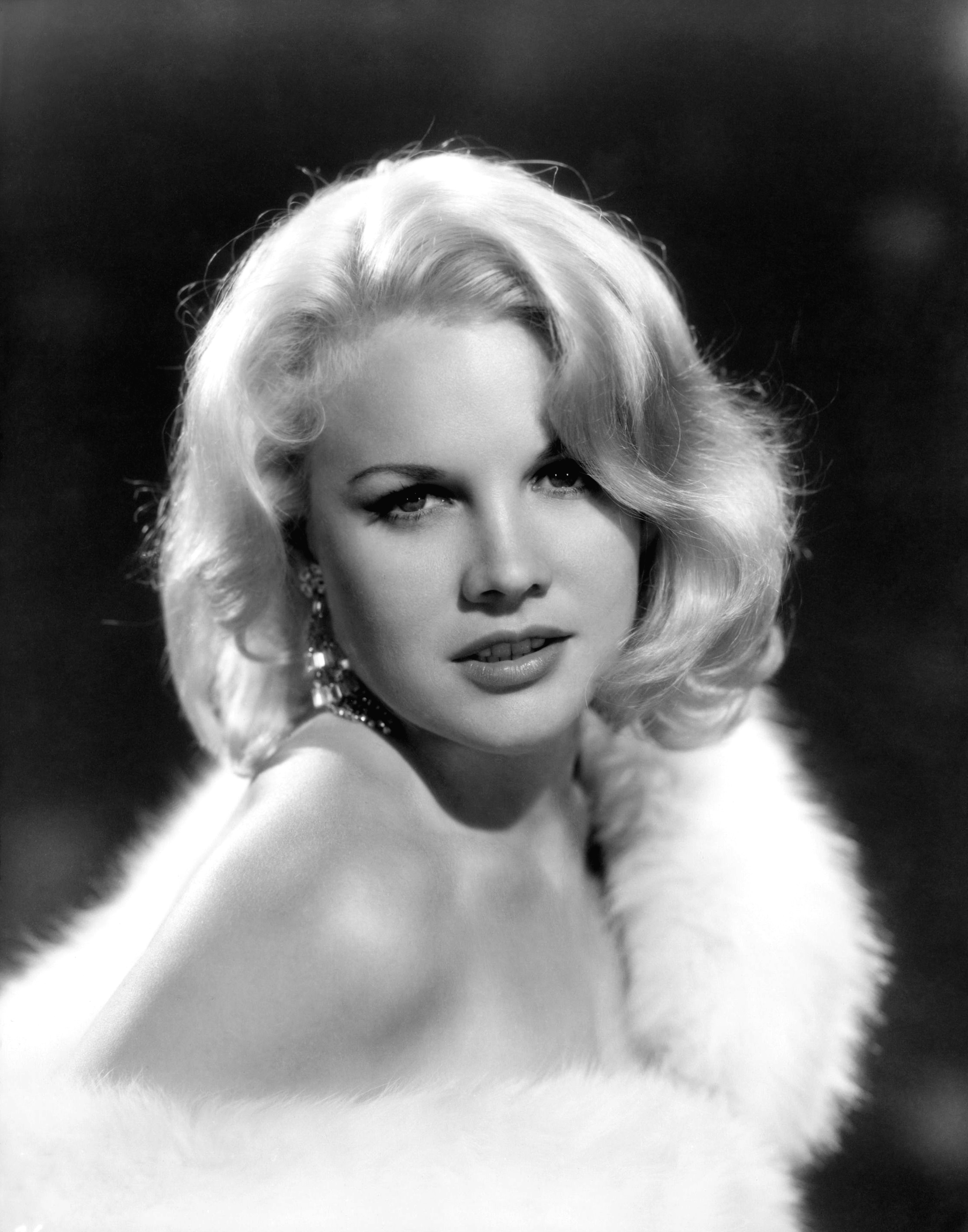
Carroll Baker en 1964.

En dépit d'une forte publicité préalable, Harlow reçoit un accueil mitigé de la part des critiques : Variety qualifia le portrait de Harlow par Baker de « fac-similé assez raisonnable, bien qu'elle n'ait pas le feu de l'original ». Les relations entre Baker et Levine s'envenimèrent ; lors d'une interview en 1965, Baker commenta sardoniquement : « Je dirai ceci à propos de Joe Levine : il apprécie beaucoup les femmes célèbres », ce qui a conduit la presse à soupçonner une rupture entre l'actrice et le producteur. Baker a fait un procès à Levine en 1966 à propos de son contrat avec Paramount Pictures. En conséquence, elle a finalement été renvoyée par Paramount et tout son salaire qu'elle devait recevoir pour son interprétation dans Harlow, la blonde platine ont dû être gelés pendant toute la durée du litige juridique ; cela a laissé Baker avec des centaines de milliers de dollars de dettes (cependant, elle a finalement reçu 1 million de dollars en compensation).
Dans un entretien avec Rex Reed dans son livre People Are Crazy Here (1974), Baker révèle qu'elle avait ressenti de la pression à la fois dans sa relation de travail avec Levine et dans sa vie domestique avec son mari qui, selon elle, voulait maintenir un style de vie dispendieux : « Nous étions très pauvres lorsque nous avons commencé à travailler à l'Actors Studio de New York », a-t-elle déclaré à Reed. « J'étais sous contrat avec Joe Levine, qui m'offrait des diamants et se comportait comme si je lui appartenais. Je n'ai jamais couché avec lui, mais tout le monde pensait que j'étais sa maîtresse ». Au printemps 1966, Baker retourne au théâtre et joue dans une pièce d'Anna Christie au Huntington Hartford Theater de Los Angeles. La pièce est mise en scène par Garfein et est annoncée comme « l'événement théâtral de la semaine » à Los Angeles, bien que sa réception soit moyenne. Cecil Smith du Los Angeles Times écrit à propos de la pièce : « La belle Miss Baker est la plus belle actrice de la semaine ». La pièce est également jouée au Tappan Zee Playhouse à Nyack, dans l'État de New York, en juin 1966.

### Actrice de giallo italien (1967-1973)

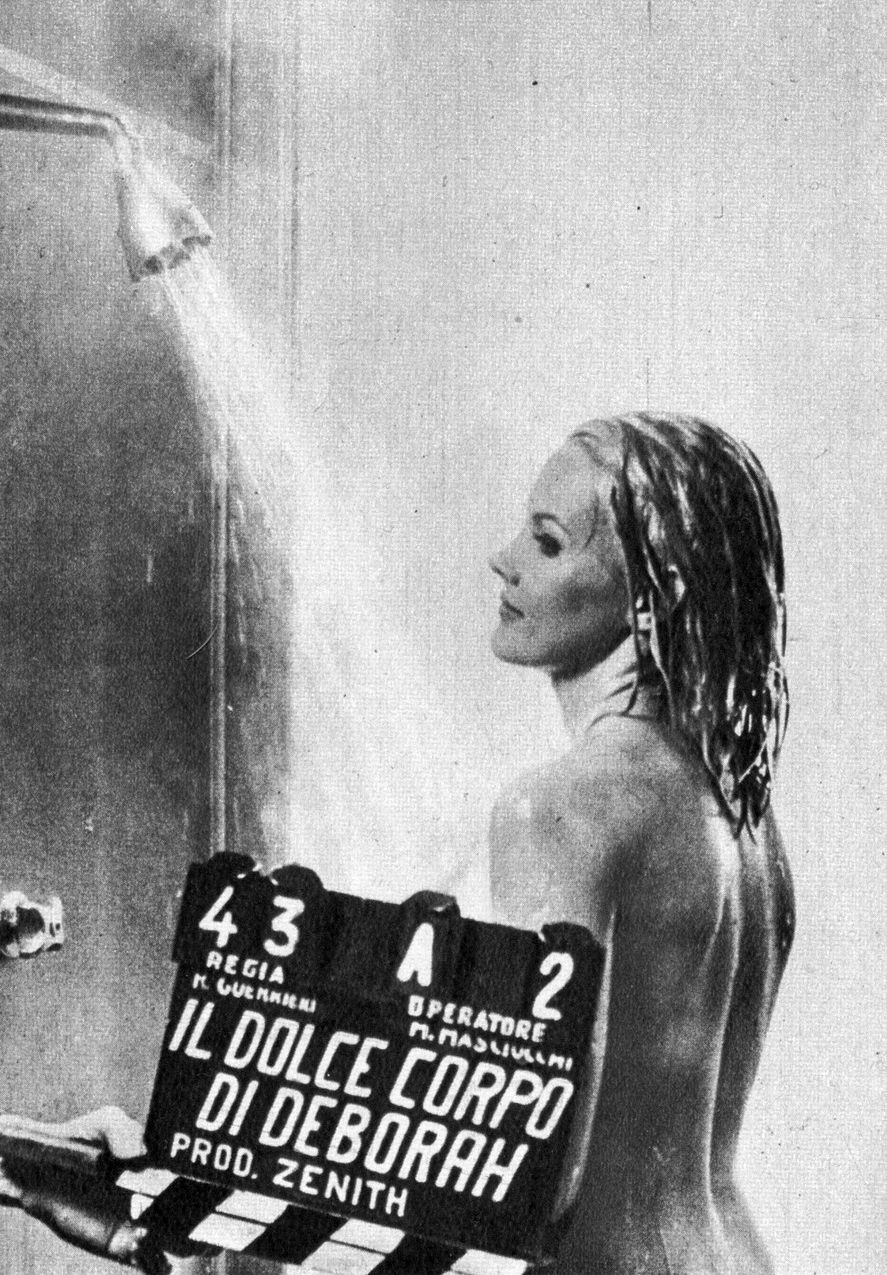
Carroll Baker durant le tournage de L'Adorable Corps de Deborah (1968).

Baker se sépare de son second mari, Jack Garfein, en 1967, et déménage en Europe avec ses deux enfants pour y poursuivre une carrière après être en mal de proposition intéressante à Hollywood,. S'installant finalement à Rome, Baker parle couramment l'italien et passe les années suivantes à jouer dans des films de genre giallo, d'exploitation et d'épouvante. Elle se rend en tant qu'invitée d'honneur à la Mostra de Venise 1966, où elle rencontre le réalisateur inconoclaste Marco Ferreri, qui lui demande de jouer le rôle principal dans Le Harem (1967). L'intrigue suit une femme ayant plusieurs amants masculins qui, lors de vacances à Dubrovnik, décide de les réunir dans sa villa, pour établir une sorte de harem inversé. Ses trois prétendants sont Gastone Moschin dans le rôle de Gianni, le fiancé non épousé ; Renato Salvatori dans le rôle de Gaetano, le prétendant à la mère encombrante ; et William Berger incarne Mike, un américain libéral. Carroll Baker y interprète une femme à la recherche de son propre espace dans une société machiste et Ferreri fait exprès de le donner à une actrice provenant d'un contexte culturel complètement différent et identifiée surtout aux rôles de « blonde fatale, de vamp », même si le réalisateur lui-même a déclaré avoir été influencé dans son choix surtout en regardant La Poupée de chair « pour cet ensemble de naïveté, pour ce visage de folle au caractère bien trempé », fonctionnel, d'une certaine façon, à son personnage. La diversité du personnage par rapport au stéréotype d'un « objet de désir » a également été soulignée par le fait que l'actrice s'est coloré les cheveux en noir. Baker affirme que le film devait être une comédie mais que le réalisateur « a perdu son courage à la dernière minute... le film aurait été merveilleux en tant que comédie mais il a coupé toutes les scènes drôles et lui a donné une fin sérieuse ».

#### L'Adorable Corps de Deborah(1967)
La même année, Baker s'en va tourner le rôle-titre dans son premier giallo, la coproduction franco-italienne L'Adorable Corps de Deborah de Romolo Guerrieri. Situé à Genève et à Nice, le film suit Deborah, une Américaine récemment mariée qui se retrouve en danger après qu'un étranger a commencé à s'en prendre à son mari (Jean Sorel) et à l'accuser du meurtre d'une ex-fiancée (Ida Galli). Le film est écrit par Ernesto Gastaldi d'après une histoire de Gastaldi et du producteur Luciano Martino. 1968 est une période charnière dans l'histoire du giallo. Mario Bava a déjà posé les bases du genre, mais Dario Argento n'est pas encore sur le devant de la scène. Dans cet intermède, Gastaldi et Martino créent une histoire de machinations complexes et tortueuses, non dépourvue de défauts mais prenant véritablement son envol dans les vingt dernières minutes. Le film a été un succès au box-office Italie 1967-1968, enregistrant 1 863 492 entrées et rapportant 587 millions de lires lors de sa sortie en Italie, mais n'a pas connu le même succès au Royaume-Uni et aux États-Unis,.

#### La quadrilogie d'Umberto Lenzi (1969-1972)

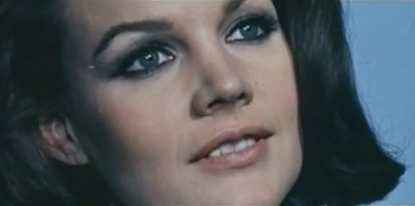
Carroll Baker dans Le Harem (1967).

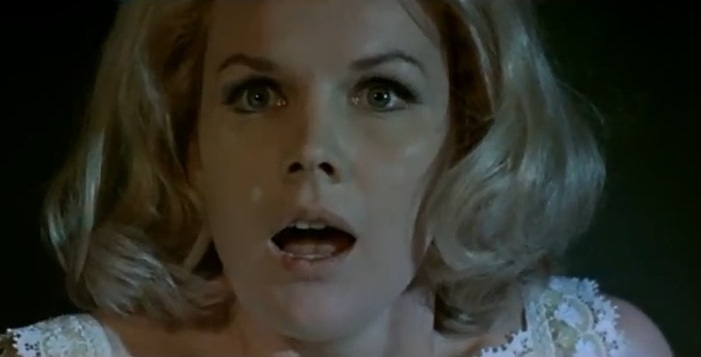
Carroll Baker dans L'Adorable Corps de Deborah (1968).

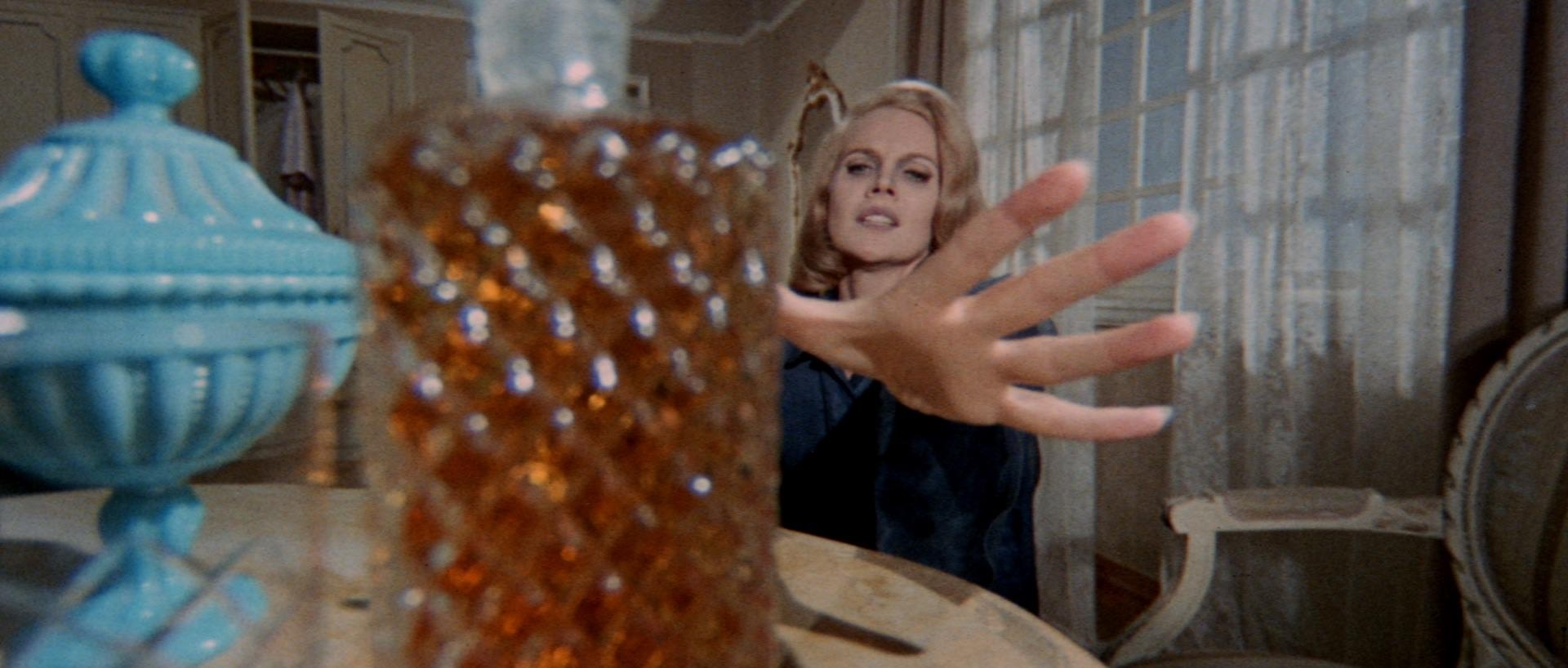
Carroll Baker dans Une folle envie d'aimer (1969).

Le succès de ce premier giallo va pousser Umberto Lenzi à tourner quatre gialli avec Baker : Une folle envie d'aimer (1969), Si douces, si perverses (1969), Formule 1 (1970) et Le Couteau de glace (1972). Une folle envie d'aimer raconte l'histoire d'une riche mondaine américaine qui se retrouve la proie de deux jeunes frères et sœurs malveillants (Lou Castel et Colette Descombes) qui l'entraînent dans le sexe, la drogue et l'alcool alors qu'elle passe ses vacances dans une villa italienne. Le cinéaste Roberto Curti considère Une folle envie d'aimer comme une variation de Théorème (1968) de Pier Paolo Pasolini, un autre film dans lequel « des étrangers séduisants [perturbent] le statu quo bourgeois et sa morale ». Curti compare également le film à la nouvelle irlandaise Carmilla (1872), qui raconte l'histoire d'une jeune femme séduite par une vampire lesbienne. Après la sortie d'Une folle envie d'aimer, le réalisateur Umberto Lenzi et l'actrice Carroll Baker ont collaboré à nouveau avec Si douces, si perverses, où figure également Jean-Louis Trintignant, Erika Blanc et Helga Liné à la distribution. Situé à Paris, il raconte l'histoire d'une femme qui complote pour se débarrasser d'un mari riche et volage, mais qui est elle-même victime de ses complices. Le scénario d'Ernesto Gastaldi emprunte des éléments d'intrigue au film Les Diaboliques (1955) d'Henri-Georges Clouzot et, comme beaucoup de gialli de l'époque, se délecte de la représentation de protagonistes riches et mal élevés. Dans le film suivant, Formule 1 (1970), on retrouve le ménage à trois classique formé cette fois-ci par Baker, Jean Sorel et Anna Proclemer. Le site devildead.com remarque que Formule 1 est ouvertement commercial, mais aussi le plus recherché de son réalisateur visuellement parlant, citant ce moment dans le film où Baker lit Les Américains de Roger Peyrefitte, et que les bonnets de son bikini vert se superposent à deux verres rouges, deux couleurs qui se retrouveront tout le long du film. Dans Le Couteau de glace (1972) enfin, Lenzi a cherché à écrire un scénario avec des idées sensiblement différentes, les trois films précédents étant largement centrés sur les thèmes de la cupidité et de la sexualité. Lenzi a d'abord envisagé de diriger Baker dans un remake du film d'horreur américain de 1946 Deux Mains, la nuit — qui suit également une femme muette traquée par un tueur dans une maison de campagne — mais a plutôt choisi d'écrire un scénario original utilisant un dispositif d'intrigue similaire, mais le subvertissant avec une fin à rebondissements dans laquelle le méchant se révèle être le personnage principal depuis le début,. D'après Lenzi, le film n'a pas connu le même succès commercial en Europe que ses précédents films avec Baker, car il n'y avait pas autant de sexe et de violence dans ce dernier opus. Cependant, Lenzi affirme que le film a été mieux accueilli aux États-Unis.
En effet, beaucoup de ces films la mettent en scène dans des rôles de femmes en détresse et la montrent souvent dans des scènes de nu, ce que peu de grandes actrices hollywoodiens étaient prêtes à faire à l'époque. Dans sa critique de Formule 1, Roger Ebert a déclaré : « Carroll Baker, qui était un sex-symbol hollywoodien (pour certains, dit-on) jusqu'à ce qu'elle intente un procès à Joe Levine et soit mise à l'index, est toujours là. Elle n'est peut-être pas une actrice, mais elle sait jouer. Dans Les Ambitieux, son interprétation était empreinte d'une vulgarité saine et agréable. Elle n'est pas intrinsèquement aussi mauvaise qu'elle apparaît dans Formule 1 ». Comme pour Formule 1, la majorité des films qu'elle a tournés en Italie ont été mal accueillis par la critique aux États-Unis, bien qu'ils aient permis à Baker — qui avait quitté Hollywood endettée et avec deux enfants à charge — de gagner de l'argent et d'acquérir une nouvelle célébrité en Europe. Rétrospectivement, Baker a commenté sa carrière en Italie et ses rôles dans des films d'exploitation en disant : « Je pense que j'ai fait plus de films [là-bas] qu'à Hollywood, mais la mentalité est différente. Ce qu'ils considèrent comme merveilleux n'est pas perçu de la même façon ici... c'était passionnant pour moi parce que cela m'a vraiment ramenée à la vie et m'a donné une toute nouvelle perspective. C'est merveilleux de connaître un monde différent ».

#### Baba Yaga(1973) et autres
Après ses rôles dans les films de Lenzi, elle tient un rôle principal dans Baba Yaga (1973) de Corrado Farina, dans le rôle-titre de la sorcière Baba Yaga inspirée de la mythologie slave. Le film est aussi vaguement inspiré du personnage de bande dessinée Valentina du dessinateur italien Guido Crepax. Dans la distribution figurent à ses côtés la Française Isabelle de Funès et l'Italien Luigi Montefiori (sous le pseudo anglicisé « George Eastman »). Le TV Guide a qualifié le film d' « exemple exceptionnellement beau de cinéma d'exploitation pop italien des années 1970, adouci par la partition lounge-jazz de Piero Umiliani », et a loué la prestation de Baker, tout en notant qu'elle n'était « pas physiquement adaptée au rôle ; ses costumes élaborés en dentelle et en rubans lui donnent parfois plus l'air d'une Miss Havisham bien en chair que d'une sorcière prédatrice aux lignes pures ».
En 1971, Baker s'était également distinguée dans Au fond de la piscine, un film hispano-italien d'Eugenio Martín. Elle y incarne une énigmatique jeune femme qui marie un homme (Michael Craig) qui a déjà enterré trois ex-épouses,. Le film s'éloigne un peu des canons du giallo pour verser dans une intrigue psychologique à tiroirs. La même année, Baker figure à l'affiche du film Le Diable à sept faces d'Osvaldo Civirani où elle joue un double rôle, celui de deux jumelles identiques nommées Julie et Mary, l'une à Londres et l'autre à Amsterdam. Les critiques pour ce film sont plutôt mitigées, le Lexikon des internationalen Films n'y a vu lui aussi qu'un « film policier ennuyeux avec quelques brutalités et des interprétations médiocres ». En 1973, Gianfranco Piccioli la fait jouer dans Des garces pour l'enfer. L'intrigue suit un riche chirurgien esthétique (Gianni Garko) qui tue accidentellement sa maîtresse (Paola Senatore ) et se retrouve victime d'un chantage avec des photos du crime.

### Entre l'Europe et l'Amérique, entre le cinéma, le théâtre et la télévision (1974-1989)
Baker s'éloigne de l'épouvante avec ses films suivants, et prend franchement le virage de la comédie érotique italienne. Son premier film du genre est le bien-nommé Le Corps de Luigi Scattini, tourné dans l'état antillais Trinité-et-Tobago. Baker n'y joue qu'un second rôle aux côtés d'Enrico Maria Salerno et de l'actrice italienne d'origine érythréenne Zeudi Araya. Librement inspiré du Facteur sonne toujours deux fois, le film est scénarisé par Massimo Felisatti et Fabio Pittorru, plus habitués aux histoires de films noirs et policiers. Filmtv.it fait remarquer que « Au-delà des décors exotiques, la véritable vedette de ce film est le « corps » de Zeudi Araya, splendide « objet de désir » dans un film à la sensualité certaine. Rien d'inoubliable, mais quelques frissons sous la peau ». Carroll Baker est de nouveau tête d'affiche dans Lezioni private (1975) de Vittorio De Sisti, où elle incarne le nouveau professeur de piano dans un lycée tenu par des prêtres catholiques. Ce film qui fleure bon le blasphème est tourné entre Orvieto et Rome. Le film a connu une exploitation compliquée en Italie, où il a été retiré des salles de cinéma pour obscénité, puis de nouveau projeté le mois suivant. Ensuite, Baker tient de nouveau un rôle secondaire dans Marche pas sur ma virginité (1975) de Marino Girolami. Baker y incarne une femme collet monté, sévère et rigoureuse, mère d'une Edwige Fenech courtisée de toutes parts. L'accueil critique du film est globalement négatif,.
Son film suivant est la comédie policière Riche et Respectable du cinéaste autrichien Franz Antel. Il s'agit d'une sorte de parodie de films mafieux tournée à Cinecittà et mettant en vedette Angelo Infanti, Vittorio Caprioli, Curd Jürgens et Silvia Dionisio. L'intrigue constitue « un gag confus et endiablé sans aucune qualité » selon le Lexikon des internationalen Films. Carroll Baker tient de nouveeau un rôle de protagoniste dans La moglie di mio padre d'Andrea Bianchi. Elle y est Laura, la femme frustrée d'un industriel (Adolfo Celi) tourmenté et impuissant. Dans le polar allemand L'Appât, Carroll Baker interprète une femme d'affaires calculatrice et nymphomane à Vienne aux côtés des acteurs français Yves Beneyton, Raymond Pellegrin et Mathieu Carrière. Pour le Lexikon des internationalen Films, le film est « Drastique et cynique dans la description du milieu de la pègre, peu cohérent dans l'atmosphère et la description des problèmes, mais non sans charme en tant que réflexion sur les modes de narration immanents au cinéma ».

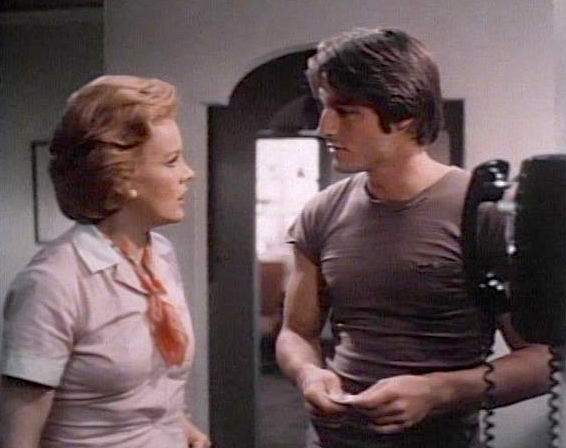
Carroll Baker et Perry King dans Bad (1977).

Le premier film américain mettant Baker en vedette depuis plus de dix ans est la comédie noire Bad (1977), produite par Andy Warhol, dans laquelle elle joue le rôle principal d'une propriétaire de salon de beauté du Queens qui fournit des emplois à des tueurs à gages, aux côtés de Susan Tyrrell et de Perry King. « On peut difficilement parler d'un retour [au pays] avec un film d'Andy Warhol », a déclaré Mme Baker. « C'est plutôt comme un aller simple sur la lune ! Le scénario est absolument unique ». Baker se rend ensuite au Mexique où elle tourne le film d'épouvante Cyclone de René Cardona Jr., aux côtés d'Arthur Kennedy et d'Hugo Stiglitz. L’intrigue suit un groupe de passagers d’un avion qui s’est écrasé, qui trouvent refuge sur un petit bateau d'excursion dans l’océan et qui finissent par recourir au cannibalisme pour survivre. Le film est prétendument basé en partie sur Les Naufragés (1944) d’Alfred Hitchcock.
Elle revient en Europe avec le thriller psychédélique à petit budget Las flores del vicio de Silvio Narizzano où elle partage la vedette avec Dennis Hopper. Dans ce film tourné à Mojácar et Almería en Espagne, un petit village d'expatriés américains est envahi par des hippies qui rappellent la famille Manson. Les années 1970 marquent également le retour de Baker sur les planches, où elle participe à des pièces britanniques comme Bell, Book, and Candle, Rain, une adaptation d'une histoire de Somerset Maugham, Lucy Crown, une adaptation du roman d'Irwin Shaw, et Motive. En 1978, alors qu'elle est en tournée en Angleterre et en Irlande avec la pièce Motive, Baker croise l'acteur Donald Burton, qui deviendra son troisième mari. Elle apparaît également dans des pièces américaines comme l'adaptation de Monsieur chasse ! de Georges Feydeau, Forty Carats et Goodbye Charlie.
Dans les années 1980, Baker est devenue une actrice de genre, basée à Londres. Elle joue un rôle secondaire dans le film d'horreur Les Yeux de la forêt (1980), produit par Walt Disney, aux côtés de Bette Davis, après avoir été sollicitée par le cinéaste britannique John Hough, un admirateur de longue date de son travail. Après une apparition dans le téléfilm britannique anti-stalinien Red Monarch (1983), elle joue la mère du mannequin assassiné Dorothy Stratten (interprétée par Mariel Hemingway) dans le film biographique Star 80 (1983). Elle a également joué le rôle de la mère de Sigmund Freud dans la comédie historique The Secret Diary of Sigmund Freud (en) (1984) avec Carol Kane et Klaus Kinski.
Baker participe au téléfilm Nazis : Les Hommes du diable (en) (1985), un drame initiatique qui se déroule dans le Troisième Reich, ainsi que dans le drame Native Son : Un enfant du pays (1986), adapté du roman éponyme de Richard Wright, avec Matt Dillon, Geraldine Page et une jeune Oprah Winfrey. Baker y joue le rôle d'une femme au foyer du Chicago des années 1930, mère d'une adolescente accidentellement tuée par un chauffeur afro-américain, qui tente de dissimuler l'accident. Le critique Roger Ebert a salué l'interprétation de Baker, notant sa scène « puissante » avec Winfrey lors du dénouement du film.
Après Native Son : Un enfant du pays, Baker tient le rôle de l'épouse d'un vagabond schizophrène (Jack Nicholson) dans Ironweed : La Force d'un destin (1987), aux côtés de Meryl Streep. Sa performance dans le film a été saluée par Ebert, qui écrit : « Le retour au pays de Nicholson [dans le film] est d'autant plus efficace que Carroll Baker est parfaite dans le rôle de son épouse [...] elle trouve un tout nouveau registre. Il peut paraître surprenant de dire que Baker habite l'écran face à Jack Nicholson, et pourtant c'est ce qu'elle fait ».

### Fin de carrière (1990-2003)
En 1990, Baker incarne Eleanor Crisp dans la comédie d'action Un flic à la maternelle d'Ivan Reitman, avec Arnold Schwarzenegger, qu'elle a tournée à Astoria, dans l'Oregon, au cours de l'été 1990. Le film a été un énorme succès financier, rapportant plus de 200 millions de dollars dans le monde entier. Son travail au cinéma et à la télévision s'est poursuivi tout au long des années 90, et elle a joué dans de nombreux téléfilms, dont Judgment Day: The John List Story (1993) sur l'histoire vraie d'un tueur en série, Storie di seduzione (1995) d'Antonio Maria Magro aux côtés de Florence Guérin, La signora della città (it) (1996) de Beppe Cino aux côtés de Dalila Di Lazzaro et Dalva (1996) aux côtés de Farrah Fawcett. Elle est en outre à l'affiche de la comédie de science-fiction italienne Classe spéciale (1992) de Mario Orfini, film cyberpunk aux accents écologiques, qui a été décrit comme un « conte de fées anti-technologie », ainsi que du film américano-allemand Le Plan diabolique (de) de Nikolai Müllerschön (de) en 1995, aux côtés de Nicolette Krebitz et Marco Leonardi. Le Lexikon des internationalen Films estime que « malgré la surconstruction de l'histoire, le thriller parvient à créer une atmosphère cohérente et à se démarquer de la masse. L'actrice principale, très convaincante, y contribue également ».
En 1997, Baker a obtenu un rôle secondaire dans le thriller The Game de David Fincher, dans lequel elle joue la gouvernante d'un banquier milliardaire de San Francisco (Michael Douglas) qui se retrouve mêlé à un jeu sadique par son frère antagoniste (Sean Penn). Dans une interview accordée au New York Post à la suite de la sortie du film, Mme Baker commente son rôle en déclarant : « C'est un film important et je suis honorée d'y jouer. Bien sûr, j'aimerais être le personnage principal romantique, et je suis en fait plus proche de l'âge de Michael [Douglas] que de celui de Deborah Kara Unger, [mais] je pense que cela a toujours fonctionné de cette manière à Hollywood. Quand j'avais une vingtaine d'années, j'ai joué aux côtés de Jimmy Stewart, Robert Mitchum et Clark Gable, tous assez âgés pour être mon père ». The Game s'est avéré être un succès majeur parmi les derniers films de Baker, réalisant de bons recettes en salles et bien accueilli par la critique.
Outre son travail dans des productions à gros budget, Baker est également apparue dans de petits films indépendants, tels que Just Your Luck (1996) et Nowhere to Go (1997). Dans les années 1990, Baker apparaît plus fréquemment dans des séries télévisées, notamment dans des épisodes de Les Contes de la crypte (1991, face à Teri Garr dans un épisode réalisé par Michael J. Fox), Arabesque (1993) et La Loi de Los Angeles (1993) ; Chicago Hope : La Vie à tout prix (1995), et Roswell (1999). En 2002, son rôle dans The Lyon's Den, où elle joue la mère du personnage de Rob Lowe, a été la dernière apparition de Baker à l'écran avant qu'elle ne se retire officiellement de la vie publique en 2003. Sa carrière d'actrice s'est étendue sur 50 ans et plus de 80 rôles au cinéma, à la télévision et au théâtre.
Elle a cependant parfois participé à des documentaires rétrospectifs, notamment à une interview pour la sortie en DVD de La Poupée de chair en 2006, qui comprend un documentaire dans lequel Baker réfléchit à l'impact du film sur sa carrière. Baker a également participé à des documentaires sur plusieurs de ses partenaires à l'écran, dont Clark Gable, Roger Moore, Sal Mineo et James Dean, notamment James Dean Story (James Dean : The First American Teenager) en 1975.

## Baker femme de lettres
En 1983, Baker a publié une autobiographie intitulée Baby Doll: An Autobiography, qui détaille sa vie et sa carrière d'actrice et révèle les problèmes avec Paramount et Warner Bros. qui l'ont amenée à s'installer en Europe dans les années 1970 et à poursuivre une carrière dans les films italiens. Baker a déclaré à Regis Philbin, lorsqu'il l'a interviewée pour Lifetime en 1986, qu'elle « ne voulait pas écrire une autobiographie […] mais je voulais écrire, et je savais que ce serait la chose la plus facile à publier ». Elle a ensuite commenté son écriture à Philbin en disant : « Je pense que j'ai toujours voulu écrire, mais j'étais un peu gênée. Je n'ai jamais reçu d'éducation formelle et j'ai toujours eu un tel respect pour l'écriture. Alors que je pouvais dire, même avant de commencer à jouer, 'Oui, je suis une actrice', je ne pouvais pas vraiment dire 'Je suis une femme de lettres' ». Malgré les réticences de Baker, Baby Doll: An Autobiography est bien accueilli. Elle écrit ensuite deux autres livres, To Africa with Love (1986), qui relate son séjour en Afrique, et un roman intitulé A Roman Tale (1987).

## Vie privée

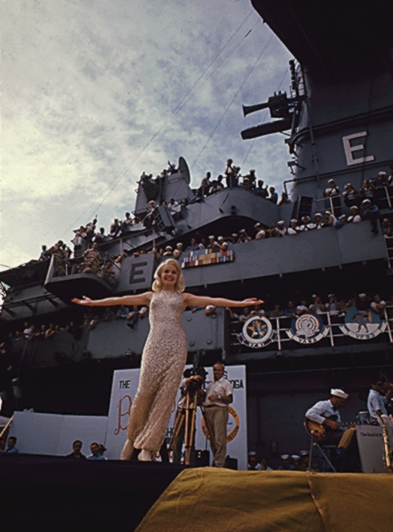
Carroll Baker en 1965 en soutien aux soldats à bord de l'.

Baker a été mariée trois fois. Elle a d'abord épousé Louie Ritter, 54 ans, propriétaire de l'hôtel Weylin, en 1953. Le mariage s'est terminé au bout d'un an, après quoi elle s'est inscrite à l'Actors Studio de New York. Baker a prétendu que Ritter l'avait violée alors qu'elle était encore vierge au début de leur relation. Elle a ensuite épousé le réalisateur Jack Garfein, un survivant de l'Holocauste qu'elle a rencontré au Studio et pour lequel elle s'est convertie au judaïsme (après avoir été élevée dans le catholicisme) Ils ont eu une fille, Blanche Baker (née en 1956), également actrice, et un fils, Herschel Garfein (né en 1958), qui est compositeur et membre de la faculté de l'école de musique Steinhardt de l'université de New York. Garfein et Baker ont divorcé en 1969. Baker a également six petits-enfants.
Baker a épousé son troisième mari, l'acteur de théâtre britannique Donald Burton, le 10 mars 1982,, et a résidé à Hampstead, à Londres, dans les années 1980. Le couple est resté ensemble jusqu'à la mort de Burton d'un emphysème pulmonaire à leur domicile de Cathedral City, en Californie, le 8 décembre 2007,.
Après avoir quitté Hollywood au milieu des années 1960, Baker a voyagé avec l'ONG United Service Organizations de Bob Hope pour servir de soutien moral aux soldats dans la guerre du Viêt Nam et en Asie du Sud-Est, une expérience qu'elle a décrite comme réformatrice : « Dans les hôpitaux, j'ai tenu les mains de jeunes hommes endommagés, et j'ai réalisé que ma douleur n'était pas exclusive : que dans ce monde, il y avait des souffrances beaucoup plus terribles que les miennes ».
Baker réside principalement à New York et à Los Angeles dans les années 1950 et 1960 avant de s'installer à Rome pour y poursuivre sa carrière, puis à Palm Springs, en Californie, dans les années 1990 et au début des années 2000. Depuis 2016, elle réside à New York. En février 2014, elle a été demoiselle d'honneur au mariage d'un ami de longue date, psychologue et ancien acteur, le Dr Patrick Suraci, avec son partenaire, Tony Perkins, à New York.

## Théâtre
- 1953 : Escapade de Roger MacDougall, 48th street Theatre (New York) avec Brian Aherne
- 1954 : All summer long de Robert Anderson, Coronet Theatre (New York) avec Ed Begley
- 1962 : Come on strong de Garson Kanin, Morosco theatre (New York) avec Van Johnson

## Filmographie

### Cinéma
- 1953 : Désir d'amour (Easy to Love) de Charles Walters : Clarice
- 1956 : Géant (Giant) de George Stevens : Luz Benedict II
- 1956 : La Poupée de chair (Baby Doll) d'Elia Kazan : Baby Doll Meighan
- 1958 : Les Grands Espaces (The Big Country) de William Wyler : Patricia Terrill
- 1959 : La Vie à belles dents (But Not for Me) de Walter Lang : Ellie Brown / Borden
- 1959 : Quand la terre brûle (The Miracle) d'Irving Rapper : Teresa
- 1961 : Le Pont vers le soleil (Bridge to the Sun) d'Étienne Périer : Gwen Terasaki
- 1961 : Au bout de la nuit (Something Wild) de Jack Garfein : Mary Ann Robinson
- 1962 : La Conquête de l'Ouest (How the West Was Won) de John Ford, Henry Hathaway, George Marshall, Richard Thorpe : Eve Prescott Rawlings
- 1962 : La Blonde de la station 6 (Station Six-Sahara ) de Seth Holt : Catherine
- 1964 : Les Ambitieux (The Carpetbaggers) d'Edward Dmytryk : Rina Marlowe Cord
- 1964 : Les Cheyennes (Cheyenne Autumn) de John Ford : Deborah Wright
- 1965 : L'Enquête (Sylvia) de Gordon Douglas : Sylvia
- 1965 : La Plus Grande Histoire jamais contée (The Greatest Story Ever Told) de George Stevens : Veronica
- 1965 : L'Aventurier du Kenya (Mister Moses) de Ronald Neame : Julie Anderson
- 1965 : Harlow, la blonde platine (Harlow) de Gordon Douglas : Jean Harlow
- 1967 : Le Harem (L'harem) de Marco Ferreri : Margherita
- 1968 : L'Adorable Corps de Deborah (Il dolce corpo di Deborah) de Romolo Guerrieri : Deborah
- 1969 : Une folle envie d'aimer (Orgasmo) d'Umberto Lenzi : Kathryn West
- 1969 : Si douces, si perverses (Così dolce... così perversa) d'Umberto Lenzi : Nicole Perrier
- 1970 : Formule 1 (Paranoia) d'Umberto Lenzi : Helen
- 1971 : Au fond de la piscine (In fondo alla piscina) d'Eugenio Martín : Julie Spencer / Lilian Martin
- 1971 : Captain Apache d'Alexander Singer : Maude
- 1971 : Le Diable à sept faces (Il diavolo a sette facce) d'Osvaldo Civirani : Julie Harrison / Mary Harrison
- 1972 : Le Couteau de glace (Il coltello di ghiaccio) d'Umberto Lenzi : Martha Caldwell
- 1972 : Des garces pour l'enfer (Il fiore dai petali d'acciaio) de Gianfranco Piccioli : Evelyn
- 1973 : Baba Yaga de Corrado Farina : Baba Yaga
- 1974 : Le Corps (Il corpo) de Luigi Scattini : Madeliene
- 1975 : Lezioni private de Vittorio De Sisti : Laura Formenti
- 1975 : Marche pas sur ma virginité (La moglie vergine) de Marino Girolami : Lucia
- 1976 : Riche et respectable (Ab morgen sind wir reich und ehrlich) de Franz Antel : Polly Pott
- 1976 : La moglie di mio padre d'Andrea Bianchi : Laura
- 1976 : L'Appât (Zerschossene Träume) de Peter Patzak : Carol
- 1977 : Bad (Andy Warhol's Bad) de Jed Johnson : Hazel Aiken
- 1978 : Cyclone (El Ciclón) de René Cardona Jr. : Shiela
- 1979 : Le monde est plein d'hommes mariés (The World Is Full of Married Men) de Robert William Young : Linda Cooper
- 1979 : Las flores del vicio de Silvio Narizzano : Treasure
- 1980 : Les Yeux de la forêt (The Watcher in the Woods) de John Hough : Helen Curtis
- 1983 : Star 80 de Bob Fosse : la mère de Dorothy
- 1984 : The Secret Diary of Sigmund Freud (en) de Danford B. Greene (en) : Mama Freud
- 1986 : Native Son : Un enfant du pays (Native Son) de Jerrold Freedman : Mrs. Dalton
- 1987 : Ironweed : La Force d'un destin (Ironweed) de Héctor Babenco: Annie Phelan
- 1990 : Un flic à la maternelle (Kindergarten Cop) d'Ivan Reitman : Eleanor Crisp
- 1990 : Gipsy Angel d'Al Festa : Phoebe
- 1991 : Blonde Fist (en) de Frank Clarke : Lovelle Summers
- 1992 : Classe spéciale (Jackpot) de Mario Orfini : la mère maquerelle
- 1995 : Le Plan diabolique (de) (Im Sog des Bösen) de Nikolai Müllerschön (de) : Elaine Mitchelson
- 1995 : Storie di seduzione d'Antonio Maria Magro : Francesca
- 1996 : Just Your Luck de Gary Auerbach (vidéo) : Momie
- 1997 : The Game de David Fincher : Ilsa
- 1998 : Nowhere to Go de John Caire : Nana

### Télévision

#### Téléfilms
- 1970 : W. Somerset Maugham : Sadie Thompson
- 1983 : Red Monarch (en) : Brown
- 1985 : Nazis : Les Hommes du diable (en) (Hitler's SS: Portrait in Evil) : Gerda Hoffman
- 1985 : What Mad Pursuit? : Mrs. Seligman
- 1987 : On Fire : Maureen
- 1993 : Judgment Day: The John List Story (en) : Alma List
- 1993 : Les Silences d'un homme (Men Don't Tell) : Ruth
- 1993 : A Kiss to Die For : Mrs. Graham
- 1996 : Dalva (en) : Naomi
- 1996 : La signora della città (it) de Beppe Cino
- 1996 : Saugatuck (Skeletons) : Nancy Norton
- 1997 : Une âme sans repos (Rag and Bone) : sœur Marie
- 1997 : North Shore Fish : Arlyne
- 1997 : Nuit d'orage (Heart Full of Rain) : Edith Pearl Dockett
- 2000 : Le Mari d'une autre (en) (Another Woman's Husband) : la mère de Laurel

#### Séries télévisées
- 1952 : Monodrama Theater (en)
- 1976 : Thriller de Brian Clemens : la prochaine victime (saison 6, épisode 2)
- 1993 : Arabesque, épisode Amour, Succès et Décadence